# Вітігес
Вітігес (Weitigeisls, близько 500 — 540) — король остготів у 534—540.

## Життєпис

### Початок кар'єри
Про батьків нічого невідомо. Зробив кар'єру у війську в останні роки правління Теодориха Великого. Після звитяги при облозі фортеці Герта, Вітігес сприяв перемозі остготів над візантійцями у битві біля річки Орасьє (в сучасній Сербії). За це отримав посаду коміта-спатару (начальника охорони).
У 526 був мечоносцем Аталаріха.
У 530 успішно відбив напад гепідів на Сірмій.
У 534 року король Теодат зробив Вітігеса своїм зброєносцем і передав йому верховне командування над усім мобільним готським військом на півдні Лація.

### Королювання

Перебіг війни Вітігеса з Велізарієм

З початком війни з Візантійською імперією у 535 очолив війська остготів у Центральній Італії. Незабаром остготський вождь півдня Італії Ебрімут перейшов на бік ворогів, у результаті чого королівське військо зазнало низки поразок. За цих обставин наприкінці листопада 536 Вітігеса оголошено його вояками королем і, убивши Теодахада на початку грудня 536, зайняв престол.
Залишивши в Римі залогу в 4 000 осіб, сам Вітігес відступив до Равенни в намірі підготувати військові операції на майбутній рік і зміцнити власне становище серед італійців і готів. Для зміцнення свого становища одружився з донькою королеви Амаласунти Матасунтою.
В цей час змову проти готів очолив папа римський Сильвірей, який обіцяв підтримку візантійцям на чолі із Велізарієм. Готи були неспроможні чинити опір зовнішнім і внутрішнім ворогам, тому вночі проти 10 грудня 536 остготи залишили Рим, що стало значним ударом по королю Вітігесу.
Вітігес, зібравши до 150 тисяч війська і звернувшись по допомогу до королів франків Хільдеберта I і Теодеберта I, яким обіцяв поступитися Провансом, Вітігес взимку 537 взяв в облогу Рим, яка тривала до початку 538. Проте Велізарій змусив Вітігеса у березні 538 року відступити. Король остготів поспішно рушив до Равенни.
Тут на допомогу остготам прибуло військо франкського короля Теодеберта I. Разом з ними Вітігес взяв облогу Медіолан (Мілан) та у березні 539 року містяни здалися на умови вільного виходу з міста. Проте місто зазнало страшного плюндрування. Роздратовані остготи перебили в ньому чоловіче населення, а жінок віддали франкським союзникам, і зруйнували міські укріплення. За цим Урайє, небіж остготського короля, відвоював Лігурію.
Тим часом, Теодеберт I особисто рушив до Італії з великим військом. Франки насамперед напали, по переправі через По, на остготський табір і змусили війська Вітігеса тікати до Равенни. Слідом за цим вступили в бій з візантійськими військами.
За цих обставин Вітігес вирішив вичікувати. Невдовзі франкське військо охопили численні хвороби. Тому франки вимушені були відступили на батьківщину. Тоді Вітігес відновив владу в північній Італії. У свою чергу Велізарій зайняв майже всю Середню Італію.
У грудні 539 візантійці хитрістю захопили Равенну. У січні 540 Вітігес потрапив у полон. Новим королем став Ільдебад. Полоненого Вітігеса, його дружину, знатних остготів та королівську скарбницю через місяць доставлено до Константинополя.
У Константинополі Вітігес навернувся до православ'я, отримав багаті маєтки в Малій Азії, сан сенатора і титул патриція.
Несподівано помер у Константинополі в 542.

## Родина
Дружина — Матасунта, донька Амаласунти